# エレン・ターフィ・ツウィリッヒ
エレン・ターフィ・ツウィリッヒ（Ellen Taaffe Zwilich, 1939年4月30日 - ）は、アメリカの作曲家。フロリダ州マイアミの生まれ。女性作曲者として初めてピューリッツァー賞を受賞した。初期の作品は無調性が顕著であったが、1980年代後半にはポストモダンかつ新ロマン主義的な彼女のスタイルを完成させるに至った。彼女は「作品が頻繁に演奏され、人気のある、存命のアメリカ人作曲家の一人」と呼ばれている。ズウィリック、ツウィリッチ、ツヴィリヒという表記もある。

## 経歴
ツウィリッヒはヴァイオリニストとして勉強を始めた。1960年、フロリダ州立大学からB.M.学位を得る。レオポルド・ストコフスキーのアメリカ交響楽団で演奏するためニューヨークに移る。その後ジュリアード音楽院に入学し、1975年に女性としてはじめて作曲法の博士号（D.M.A.）を得る。彼女を指導した教師の中には、ジョン・ボダ、エリオット・カーター、ロジャー・セッションズらがいた。彼女は1975年にピエール・ブーレーズによってジュリアード交響楽団との「管弦楽のためのシンポジウム」に参加し、一躍有名になった。   
この時期の彼女の作品のいくつかは、夫であるヴァイオリニストのジョゼフ・ツウィリッヒのために書かれた。夫は1979年に亡くなったが、以降、ツウィリッヒは作曲に際し「演奏者、聴衆とより直接的にコミュニケートすること」に重きを置くようになり、それまで幾分ざらざら・ぎざぎざしていた作風は和らいだものになった。  
彼女の『管弦楽のための3楽章（交響曲第1番）』は1982年にアメリカ交響楽団によって初演され、1983年度のピューリッツァー賞を受賞した。以後、委嘱がもたらす人気と収入は、彼女がいつ何時でも作曲に集中できる環境を保証した。1995年から1999年にかけて、彼女はカーネギー・ホールのComposer's Chairの最初の占有者となった。その間、彼女は「Making Music」と名付けられた定期演奏会を開いた。これは、存命する作曲家によるパフォーマンスと講義を集中的に行うもので、現在でも続いている。
彼女はたくさんの賞を受賞しており、その中には、エリザベス・スプラング・クーリッジ賞の室内楽曲部門、アルトゥーロ・トスカニーニ音楽批評家賞、エルンスト・フォン・ドホナーニ賞、アメリカ文学芸術アカデミーのアカデミー賞、ソロモン・R・グッゲンハイム基金フェローシップ、さらに4度のグラミー賞ノミネートがある。アメリカ文学芸術アカデミーとアメリカ芸術科学アカデミーに任命されたこともあり、1999年にはミュージカル・アメリカのコンポーザー・オブ・ザ・イヤーに選ばれた。現在はフロリダ州立大学の教授職にあり、またここ数年、BMI基金の諮問委員を務めている。これまでに5つの名誉博士号を授与されている。

## 音楽歴
ツウィリッヒの作曲スタイルは、その最初のモチーフから、規模の大きな構成、旋律および和声言語、発展的前進、すべてに完璧な作品を作らねばという強迫観念できわだっている。作品は、『Symbolon』（1988年）、『交響曲第2番（チェロ交響曲）』（1985年）、『交響曲第3番』（1992年）のような大規模な管弦楽作品（いずれもニューヨーク・フィルハーモニックの委嘱）に加えて小規模な協奏曲も有名だが、その中には協奏曲に使われるのは比較的珍しい楽器、たとえば、トロンボーン（1988年）、バストロンボーン（1989年）、フルート（1989年）、オーボエ（1990年）、バスーン（1992年）、ホルン（1993年）、トランペット（1994年）などが含まれる。さらに少数の合唱曲、連作歌曲もある。
その他の作品
- コンチェルト・グロッソ
- Celebration for Orchestra（1984年）
- 交響曲第4番『The Gardens』合唱、児童合唱と管弦楽のための（ミシガン州立大学の委嘱）
- ピーナッツ・ギャラリー（1997年）
- 室内交響曲
- ヴァイオリン協奏曲
- ピアノ協奏曲
- ヴァイオリン、チェロと管弦楽のための二重協奏曲
- ヴァイオリン、チェロ、ピアノと管弦楽のための三重協奏曲
- 5人の打楽器奏者とオーケストラのための『儀式』

## 参照
1. 1 2 3 4 5  Schwartz, K. Robert.  "Ellen Taaffe Zwilich."  Grove Music Online. Ed. L. Macy.  Accessed 20 December 2006. www.grovemusic.com.
2. 1 2  "Ellen Taaffe Zwilich." Theodore Presser Online.  Accessed 20 December 2006. Available here
3. ↑  Making Music brochure. Carnegie Hall website. Accessed 20 December 2006.  Available here